# Lukács György (miniszter)

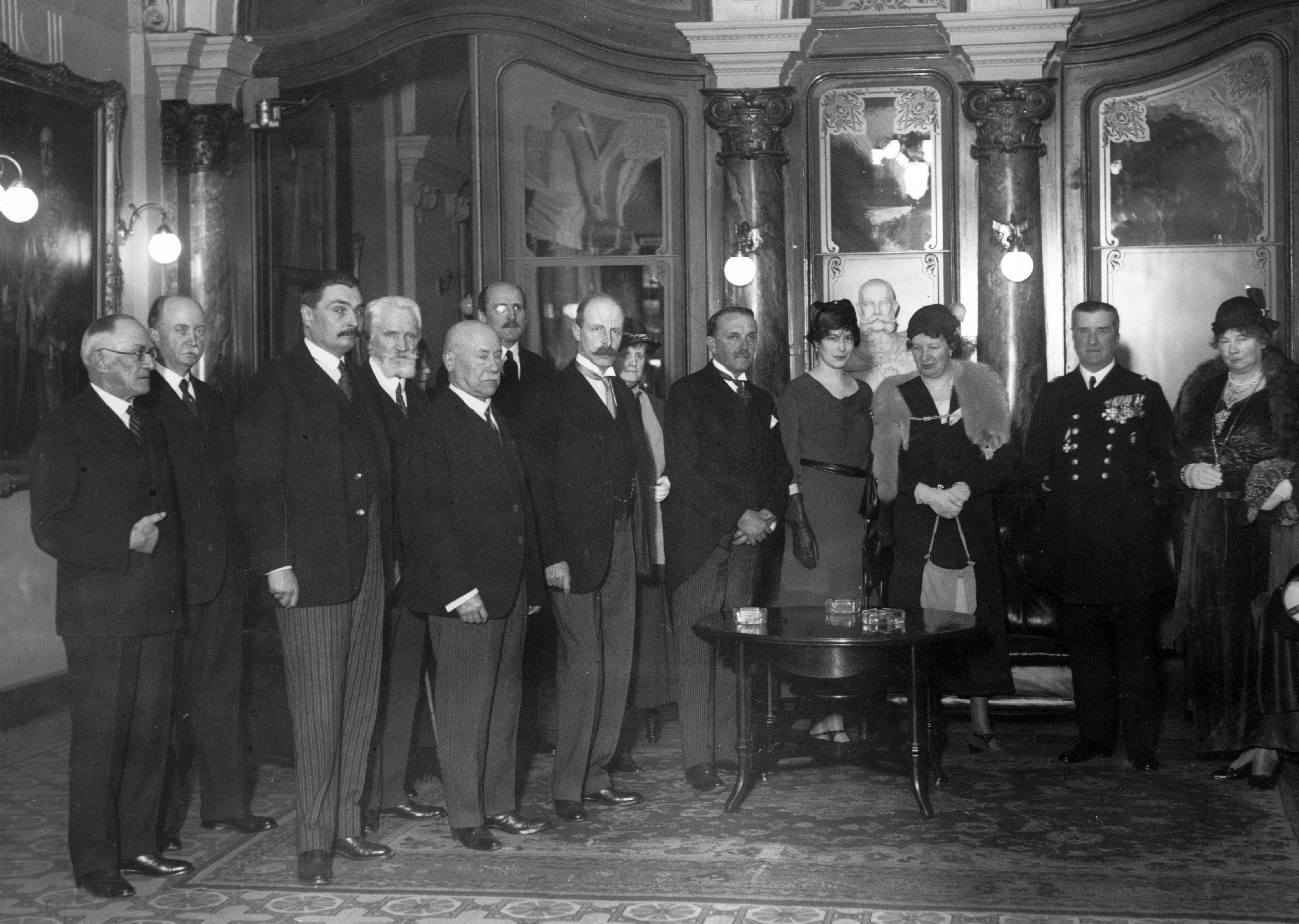
Váci utca 38. Országos Tiszti Kaszinó. A felvétel 1934. március 19-én készült Percy Thomas Etherton ezredes előadása alkalmával, melyet a Mount Everest átrepüléséről tartott. Balról 1. Boér Elek egyetemi tanár, 2. Paikert Alajos múzeumigazgató, 3. báró Villani Lajos diplomata, 4. Dr. Cholnoky Jenő földrajztudós, 5. Lukács György jogász, miniszter, 6. József főherceg, 7. P. T. Etherton ezredes, 9. báró Perényi Zsigmond politikus, koronaőr. Jobbról 1. Auguszta főhercegasszony, 2. Horthy Miklós kormányzó, 4. Magdolna főhercegnő.

Erzsébetvárosi Lukács György (Nagyvárad, 1865. szeptember 10. – Budapest, 1950. szeptember 28.) magyar jogász, főispán, országgyűlési képviselő, vallás- és közoktatásügyi miniszter, eszperantista.

## Élete
A nemesi származású erdélyi örmény erzsébetvárosi Lukács család sarja. A Lukács család 1760-ban kapott nemesi címet. Lukács György államtitkár (1820–1892) és Tar Krisztina fia. Jogi tanulmányainak befejeztével 1887-ben a Budapesti Egyetemen jogi doktorrá avatták.
Már 1885-ben tiszti rangot nyert. 1887-ben került a Magyar Királyi Belügyminisztériumba, ahol tíz éven át szolgált. Előbb mint fogalmazó-gyakornok, majd 1895-ben már miniszteri titkár volt, miután a belügyi közigazgatás minden ágában jártasságot szerzendő, ezen minisztérium minden osztályát végigszolgálta. A belügyminisztériumtól előterjesztett törvényhozási munkálatok majdnem mindegyikében tevékeny részt vett; jelesül ő dolgozta ki az állami anyakönyvekről szóló törvényjavaslatot és annak indokolását, valamint az erre vonatkozó belügyminisztériumi utasításokat. Ugyancsak ő tanulmányozta a minisztérium megbízásából külföldön a különböző anyakönyvi rendszereket. Ezért a belügyminisztériumban felállított anyakönyvi ügyosztály élére állíttatott. 1896-ban a pótválasztások alkalmával Lukács László pénzügyminiszter az egri mandátumot tartva meg, Lukács Györgyöt az abrudbányai kerület választotta meg szabadelvű programmal képviselőjévé, amit egy cikluson át, 1901-ig töltött be.
1897-ben elkerült a belügyminisztériumtól, s 1897. március 23-ától Békés vármegye, majd 1901-től emellett Hódmezővásárhely főispánja is volt. Szerepe volt az agrármozgalmak letörésében, s a darabontkormányban 1905. június 18-tól a következő év márciusáig vallás- és közoktatásügyi miniszter volt. 1910-től 1818-ig a Nemzeti Munkapárt, majd 1922-től 1931-ig az Egységes Párt színeiben volt országgyűlési képviselő. A Horthy-korszakban az Interparlamentáris Unió mellett a Népszövetségi Ligák Uniójában is működött.
Elnöke volt az Országos Képzőművészeti Társulatnak, továbbá harmadik, egyben utolsó ügyvezető elnöke a lengyel–magyar kapcsolatok ápolását célul tűző Magyar Mickiewicz Társaságnak, s 1927-től a Magyar Revíziós Liga ügyvezető elnöki posztját is betöltötte.
1950-ben halt meg Budapesten. A Farkasréti temetőben nyugszik.

## Fő művei
- A francia közigazgatás szervezete (Bp., 1894; Ism. Nemzetgazdasági Szemle)
- Anyakönyvezetés külföldön és nálunk (Bp., 1894; Különnyomat a Magyar Közigazgatásból.)
- Az állami anyakönyvekről szóló 1894. évi törvényczikk magyarázata (Bp., 1895)
- Az egyházi politikai törvények és vonatkozó összes jogszabályok kézikönyve (Bp., 1896)
- Beszéde az abrudbánya-verespataki választókerület választóihoz 1897. jan. 26. Bpest.